# Говернорс-Виллидж (Чапел-Хилл)
Говернорс-Виллидж (англ. Governors Village) ― район города Чапел-Хилл, штат Северная Каролина, США. Построен в соответствии с концепцией Нового урбанизма. Состоит из четырёх жилых кварталов (Говернорс-Виллидж, Говернорс-Парк, Говернорс-Форест, Говернорс-Лейк), 160 таунхаусов (Говернорс-Виллидж и Говернорс-Лейк-Таунс), 242 жилищ (Камден-Говернорс-Виллидж) и нескольких коммерческих зданий. Площадь района ― более 450 акров.

## Описание

### Деловой район
Первый торговый центр в районе открылся в 2000 году. Вскоре после этого у главного входа в Говернорс-Виллидж открылся отделение RBC Bank (ныне PNC Financial Services). В 2005 году в районе открылся второй торговый центр с несколькими ресторанами, ветеринарной клиникой и стоматологическим кабинетом. Впоследствии деловой квартал продолжил своё расширение.

### Рекреация
На территории района находятся несколько парков и пешеходных троп, а также небольшое озеро. Есть также спортивный бассейн, теннисный корт, а также площадки для игры в баскетбол и волейбол. Кроме того, район находится всего в нескольких милях от озера Иордан, популярного места отдыха.

## Признание
За активную общественную и волонтерскую деятельность жителей района, в 2009 году Говернорс-Виллидж был назван «Сообществом года» по версии Института общественных ассоциаций Северной Каролины.